# 君山区
君山区（くんざん-く）は中華人民共和国湖南省岳陽市に位置する市轄区。洞庭湖の西側に位置し、区の名称ともなった観光地の君山島がある。唐代の詩人劉禹錫により、「遥望洞庭山水翠、白浪盤裡一青螺」と詠まれた。君山島は、君山茶で有名で、そのなかでも「君山銀針」は「悶黄」という発酵を行った茶葉にのみ与えられる名称で、湖南省岳陽市君山茶場のみで生産される。

## 行政区画
- 街道：柳林洲街道
- 鎮：広興洲鎮、許市鎮、銭糧湖鎮、良心堡鎮